# Santa Rosa (Arizona)
Santa Rosa – jednostka osadnicza w Stanach Zjednoczonych, w stanie Arizona, w hrabstwie Pima.